# Bela Roy
Bela Roy (n. 1932 ) es un botánico y profesor indio. Desarrolla actividades académicas en el "Botanical Survey of India", Calcuta.

## Algunas publicaciones

### Libros
- h. Santapau, a.n. Henry, bela Roy, partha Basu. 1994. A Dictionary of the Flowering Plants of India. Ed. Publications & information directorate, vii + 198 pp.

- a.n. Henry, bela Roy. 1968. Nomenclatural notes on Indian flowering plants. Bull. Bot. Surv. India 10: 274 - 76

- La abreviatura «B.Roy» se emplea para indicar a Bela Roy como autoridad en la descripción y clasificación científica de los vegetales.[1]